# Мороженко Ніна Миколаївна
Ніна Миколаївна Семенова (13 березня 1928, село Благодарне (нині місто Благодарний), Ставропольський край, РРФСР), у шлюбі Мороженко — 10 липня 2009, Київ) — українська астрономка, доктор фізико-математичних наук.

## Життєпис
Після отримання диплому у 1950 році в Ленінградському університеті закінчила у 1956 році аспірантуру Ленінградського педагогічного інституту. Переїхала до Києва, де протягом 30 років — з 1958 до 1988 року працювала в Головній астрономічній обсерваторії АН УРСР. З 1962 до 1968 року займала посаду ученого секретаря цього наукового закладу.
У 1985 році отримала науковий ступінь доктора фізико-математичних наук, захистивши дисертацію «рос. Структура и состояние плазмы спокойных протуберанцев».
Була членом Міжнародного астрономічного союзу (МАС).
Померла 10 липня 2009 року в Києві.

## Наукова діяльність
Галузі наукових інтересів: геліофізика. Досліджувала спокійні протуберанці з урахуванням їхньої неоднорідної структури. Пояснюючи спектральні особливості протуберанці, Мороженко вперше застосувала теорію переносу в лініях і континуумі зі змінною функцією джерела. Побудувала структурно-неоднорідну модель сонячного протуберанця. Наукові праці Н. М. Мороженко в цьому напрямі науки були першими у світі. У 1984 році вона пояснила різноманітність форм спектральних ліній різних хімічних елементів протуберанців змінами густини їхньої речовини і ступеня волокнистості.
Має 56 наукових праць, у тому числі авторка монографії «Спектро-фотометрические исследования спокойных солнечных протуберанцев» (1984).